# الحقائق الثلاثة (تصوف)
قد قسم الصوفية الحقائق كلها إلى ثلاثة أقسام
1. حقيقة مطلقة فعالة عالية واجبة وجودها بذاتها وهي حقيقة الله تعالي.
2. حقيقة مقيدة منفعلة سافلة قابلة للوجود من الحقيقة الواجبة بالفيض والتجلي وهو حقيقة العالم
3. حقيقة أحدية جامعة بين الإطلاق والتقييد والفعل والانفعال والتأثير والتأثر فهي مطلقة من وجه ومقيدة من آخر فعالة من جهة منفعلة من أخرى وهذه الحقيقة الأحدية. جمع الحقيقتين ولها مرتبة الأولية الكبري والآخرية العظمى.

## الهوامش
1. ↑  شرح الجامي علي فصوص الحكم فص حكمة الهية في كلمة آدمية